# Býškovice
Býškovice jsou obec ležící v okrese Přerov v Olomouckém kraji. Žije zde 378 obyvatel.

## Historie
První písemná zmínka o obci pochází z roku 1372. V letech 1812–1828 zde mlynář Jiří Šindelík z Komárna provozoval větrný mlýn, který poté prodal do Lip.

## Obyvatelstvo
| Rok            | 1869 | 1880 | 1890 | 1900 | 1910 | 1921 | 1930 | 1950 | 1961 | 1970 | 1980 | 1991 | 2001 | 2011 | 2021 |
| -------------- | ---- | ---- | ---- | ---- | ---- | ---- | ---- | ---- | ---- | ---- | ---- | ---- | ---- | ---- | ---- |
| Počet obyvatel | 469  | 476  | 461  | 422  | 481  | 491  | 516  | 437  | 450  | 404  | 422  | 371  | 365  | 388  | 368  |
| Počet domů     | 71   | 75   | 77   | 76   | 76   | 76   | 82   | 88   | 95   | 100  | 102  | 112  | 110  | 118  | 120  |

## Obecní správa

### Obecní symboly
Znak a vlajka byly obci uděleny rozhodnutím předsedy Poslanecké sněmovny Parlamentu České republiky dne 23. listopadu 1995.

## Zajímavosti
V průběhu let, od roku 2009 byla činnost spolků doplněna folklorní slavností Býškovické Letnice, s tradičními záhorskými tanci a folklorním vystoupením Záhorským právem. Dívky v místních krojích předvádějí tradiční „Královničky“. Obec ve spolupráci s místními zemědělci pořádá každoročně Zelobraní. Před domy jsou vystaveny vtipné výtvory ze zelí a slavnost zelí vrcholí ochutnáváním pokrmů ze zelí se společenským posezením.
V obci je vybudován vodovod a kanalizace s čistírnou odpadních vod. Obec je plně plynofikována. Jsou dobudovány chodníky a opraveny téměř všechny místní komunikace. V tomto kraji křížků a božích muk, jsou v obci opraveny všechny kamenné i mramorové kříže, pomník padlých v první světové válce a místní kaplička.
V rámci evropských dotačních titulů bylo v obci zřízeno muzeum s dvěma expozicemi. Pamětní síň generála Bohuslava Závady, československého legionáře, těsně spolupracujícího s T. G. Masarykem a dále expozice Býškovice napříč stoletími, opraveno sportovní zázemí TJ Býškovice.
Obec Býškovice, která je sužována záplavami, má vybudována protipovodňové zařízení, sestávající ze 3 nádrží, které zachycují vodu a přívalové deště. Vybudovány byly i téměř 3 km nových polních cest se záchytnými příkopy pro přívalové deště.

## Galerie

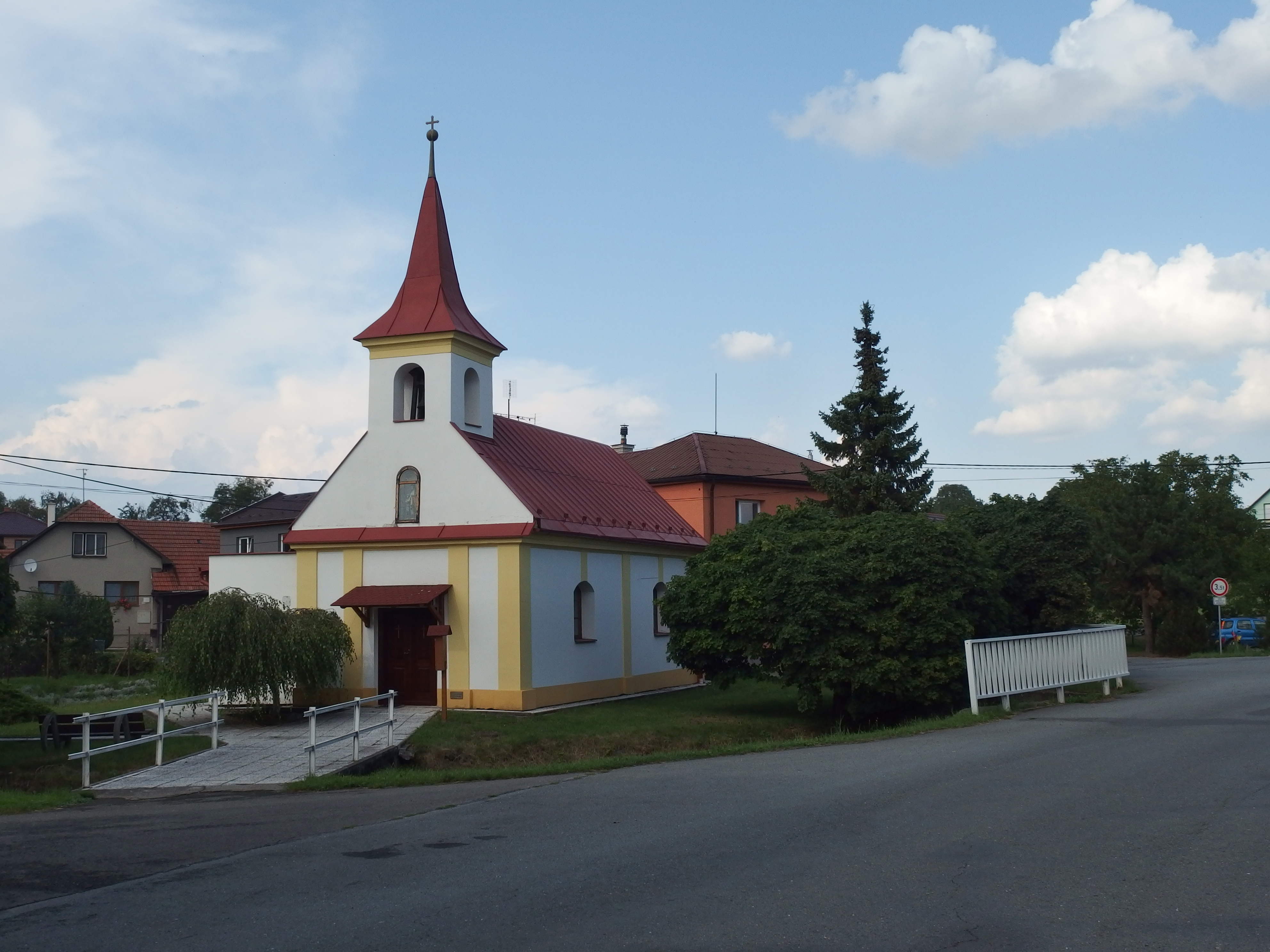
Kaple sv. Anny
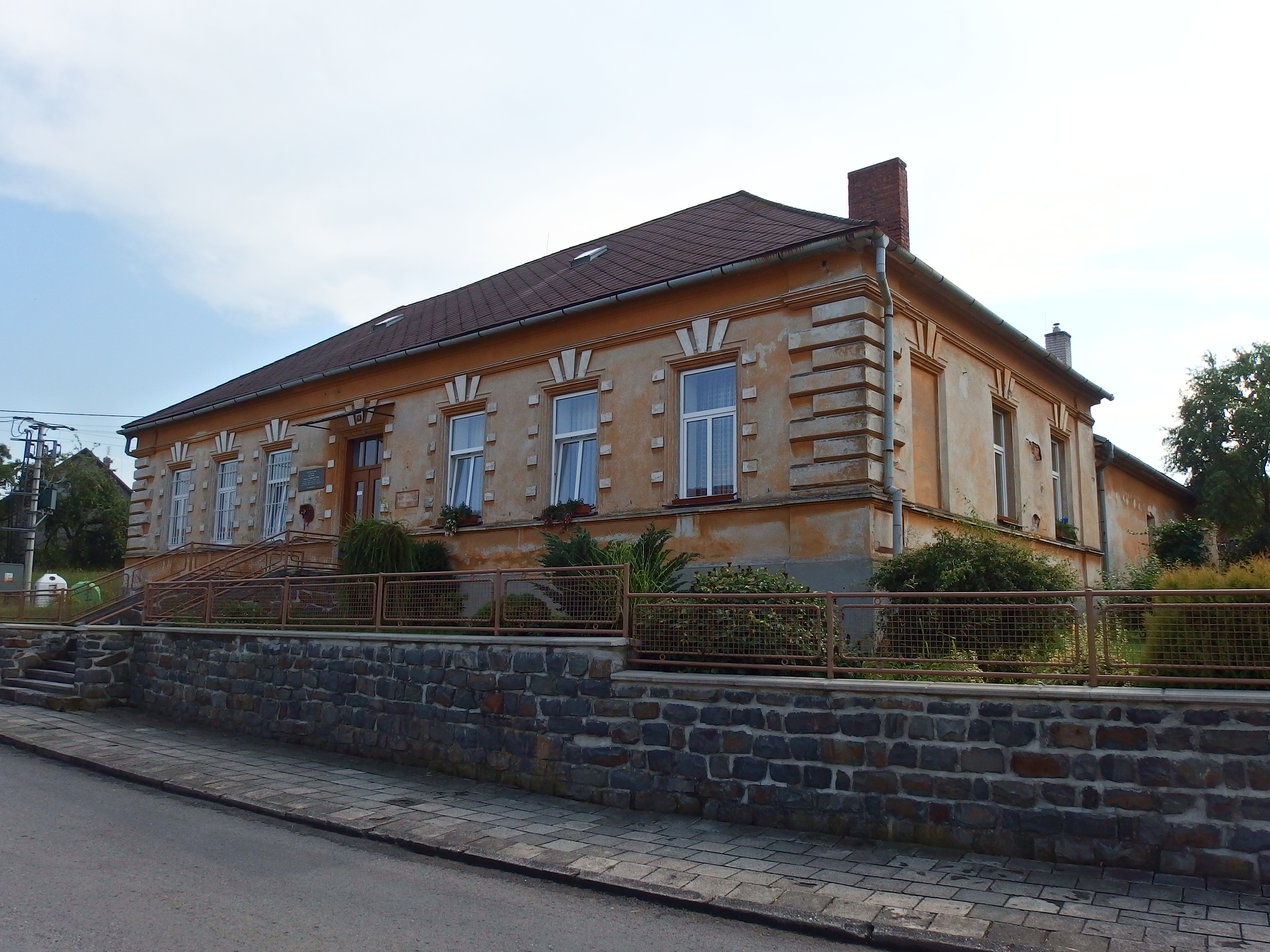
Bývalá škola, dnes místní muzeum
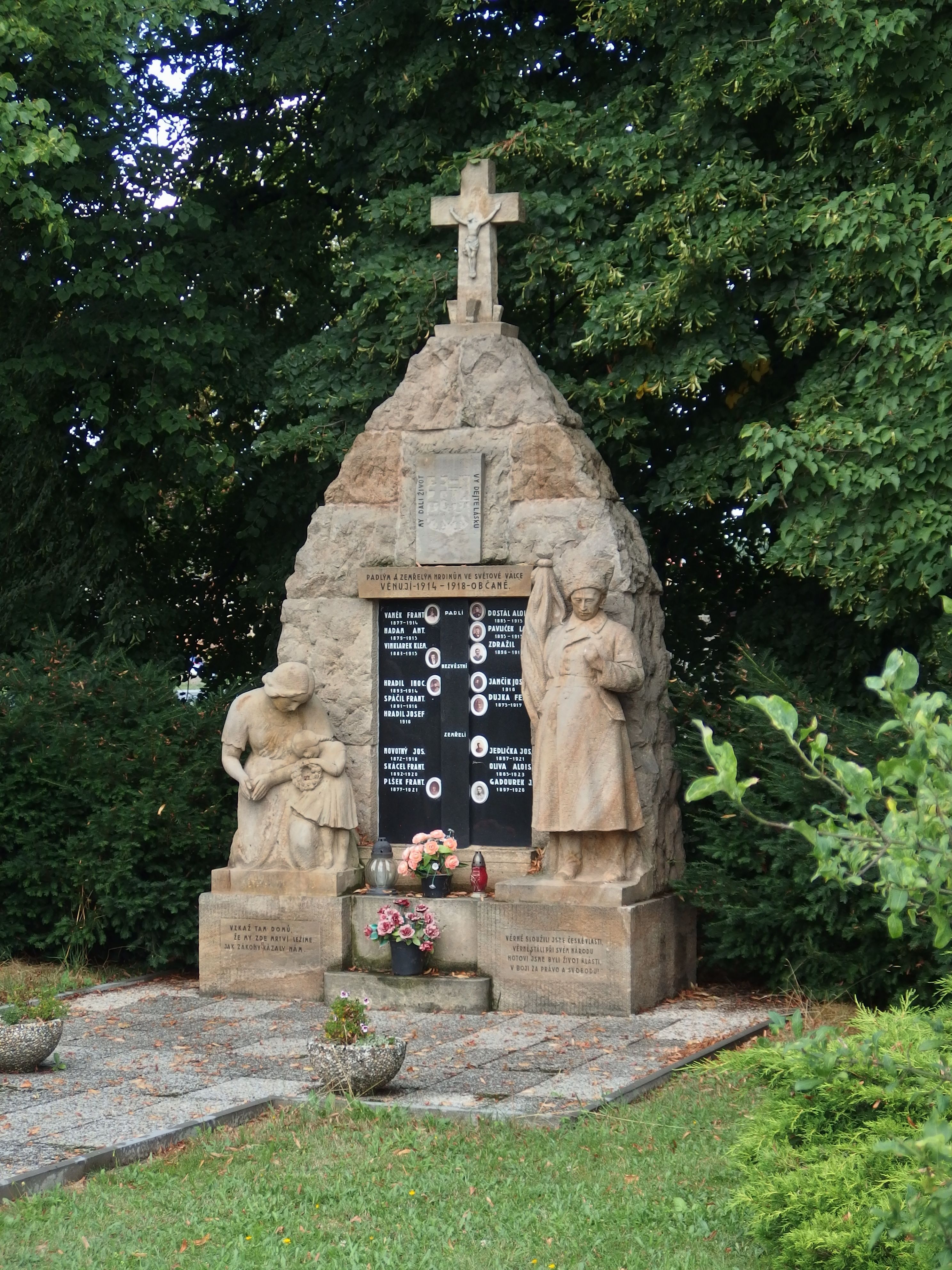
Pomník obětem I. sv. války
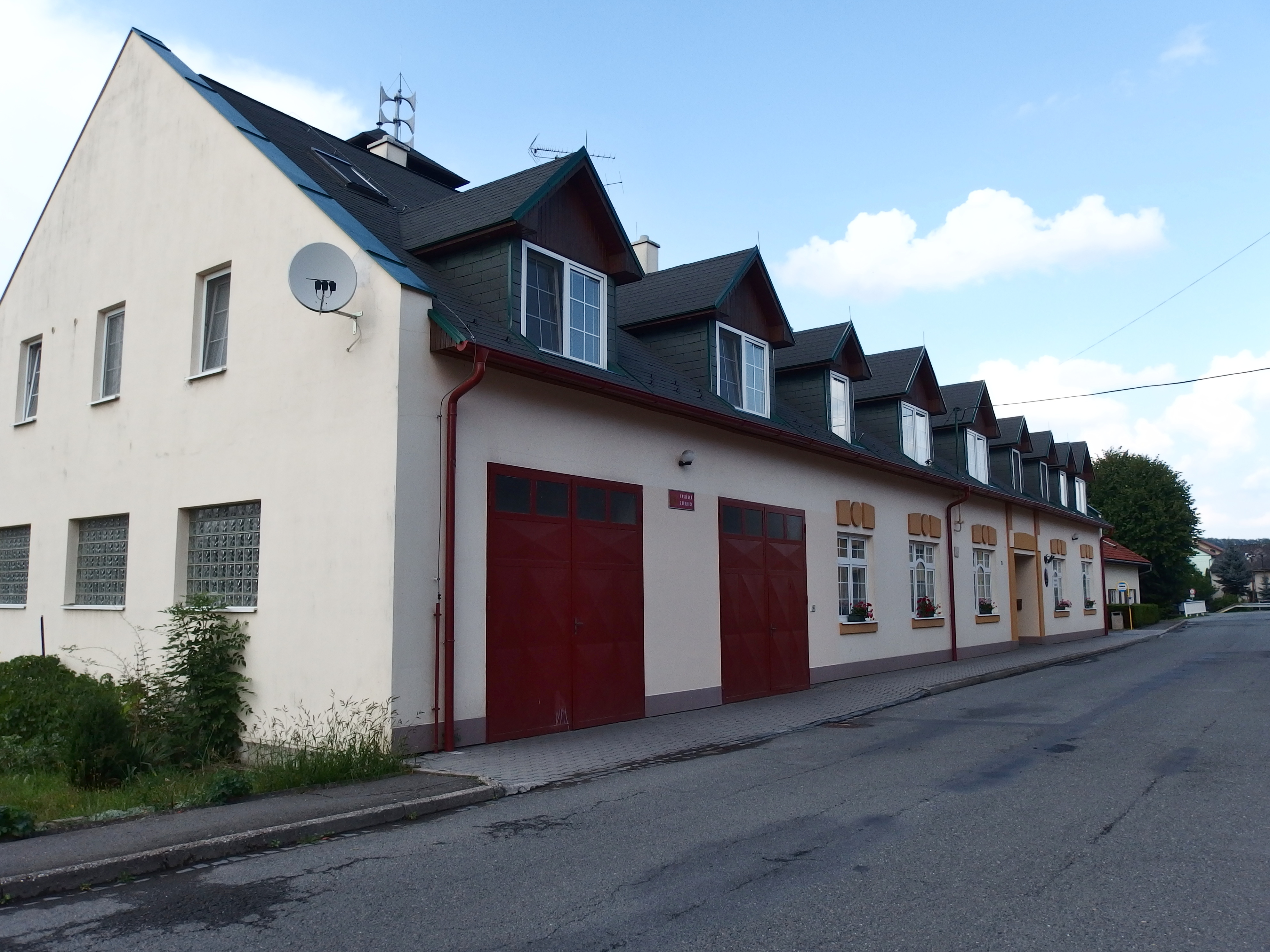
Obecní úřad